# A salvo
A salvo (en inglés: "Safe") es el decimosexto episodio de la segunda temporada de la serie estadounidense House M. D.. Fue estrenado el 4 de abril de 2006 en Estados Unidos y emitido el 31 de octubre de 2006 en España.
Una adolescente muy alérgica a la que le realizaron recientemente un trasplante de corazón, con una madre sobreprotectora, sufre un shock anafiláctico tras la llegada de su novio, a pesar de estar recluida en una habitación libre de alérgenos. Wilson y House comienzan a realizarse bromas pesadas durante su convivencia.

## Sinopsis
El título original, "Safe", tiene varios significados y traducciones posibles, que se relacionan con el argumento del capítulo. Por un lado "safe" significa "a salvo", traducción utilizada en español, y se relaciona con la protección y la sobreprotección materna. Pero "safe" significa también "caja fuerte" o "caja de seguridad", relacionado con el ambiente estéril en el que debía vivir la paciente, pero también con las restricciones impuestas por la sobreprotección de su madre que la hacen sentirse encerrada. Finalmente "safe" significa también "seguro", un término muy utilizado en las relaciones sexuales para referirse al uso de métodos profilácticos que prevengan el contagio de enfermedades de transmisión sexual (ETS) y eventualmente embarazos no deseados.

### Caso principal
Melinda Bardach (Michelle Trachtenberg) es una adolescente muy alérgica a la que seis meses atrás se le realizó un trasplante de corazón y que desde entonces vive en una habitación libre de alérgenos (hipoalergénica), bajo el estricto control sobreprotector de su madre (Mel Harris) y casi sin poder salir. Mientras es visitada por su novio, Dan (Jake McDorman), sufre un shock anafiláctico y debe ser hospitalizada.
A House le interesa la situación ("es como un misterio de Agatha Christie"). En el hospital le realizan pruebas a todas las personas que han estado cerca de Melinda y a todas las cosas de la habitación, sin resultado. House ordena reexaminar todo de nuevo y estar atento a lo que puedan ocultar los involucrados. 

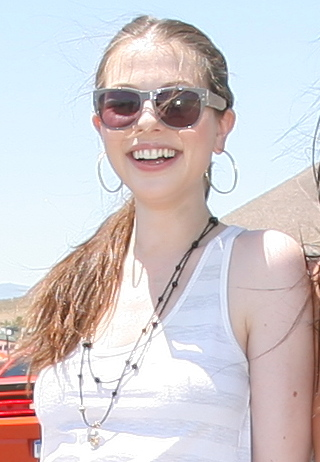
Michelle Trachtenberg interpreta a Melinda Bardach, la adolescente que padece alergia y que resulta sobreprotegida por su madre.

Chase y Cameron descubren que el novio entraba a la habitación a escondidas y que ambos hacían el amor sin protección. Analizan el semen para verificar si fue la causa de la alergia, pero el resultado es negativo. A House se le ocurre entonces que podría ser algo dentro del semen y le pregunta a Dan si ha tomado algún medicamento. Efectivamente, para proteger a su novia ha tomado penicilina, un antibiótico al que Melinda es alérgica y que se transmite mediante el semen. El caso parece resuelto, pero en el momento en que le están dando el alta, la paciente sufre un ataque cardíaco.
El hecho complica el diagnóstico porque los síntomas no parecen relacionados, como si fueran piezas de distintos rompecabezas. Foreman sostiene que deben ser afecciones distintas, porque el shock anafiláctico ya está resuelto, y que el problema cardíaco podría obedecer a un rechazo del corazón trasplantado, a una infección o a una enfermedad coronaria. House no parece seguro de que la causa del shock anafiláctico haya sido la penicilina pero a falta de una explicación, Foreman toma la iniciativa con su hipótesis. 
Hacen una tomografía computada (TC) para detectar alguna enfermedad coronaria, un análisis de sangre para detectar alguna infección, y una biopsia del corazón para verificar si hay rechazo. Pero todas las pruebas dan negativo.
Poco después Foreman nota que Melinda arrastra uno de los pies. Se trata de una anormalidad en la marcha, llamada marcha equina o stepagge. En un examen más detenido, Foreman nota que además la paciente tiene fasciculaciones (pequeñas e involuntarias contracciones musculares) en su muslo derecho: se trata de una parálisis que está ascendiendo y que si no encuentran la causa llegará a los pulmones en pocos días.
Cameron indica que los síntomas podrían ser una parálisis de garrapata. Pero Chase le responde que no encontraron ninguna garrapata, ni tampoco mordeduras de insectos. El equipo está muy confundido: ¿los tres síntomas (anafilaxis, paro cardíaco y parálisis) tienen la misma causa o no?; ¿la anafilaxis estaba causada por la penicilina y ya fue curada? Luego de descartar varias hipótesis, Foreman sostiene que podría ser síndrome de Guillain-Barré, Chase que habría que examinar si es botulismo (aunque Formeman señala que de serlo la parálisis sería descendente) y Cameron piensa que podría ser un virus, como el virus del Nilo Occidental o polio. House ordena una punción lumbar, PCRs para los virus y una electromiografía para ver si es Guillain-Barré. Salvo esta última, los exámenes dan negativo: parece Guillian-Barre ("su sistema inmunitario se vuelve loco y comienza a atacar al sistema nervioso periférico"). La tratan con plasmaféresis pero sigue empeorando hasta que la parálisis llega a los pulmones y deben intubarla. La evolución de la enfermedad es demasiado rápida para que sea Guillian-Barré.
El equipo ha fallado en todas sus hipótesis y los padres de la paciente le piden a la Dra. Cuddy, la directora del hospital, que intervenga personalmente porque ya no confían más. Buscan nuevas hipótesis: aspiración de pegamento, pesticidas... House piensa en botulismo y ordena inyectar sangre de Melinda en una rata para verificarlo.

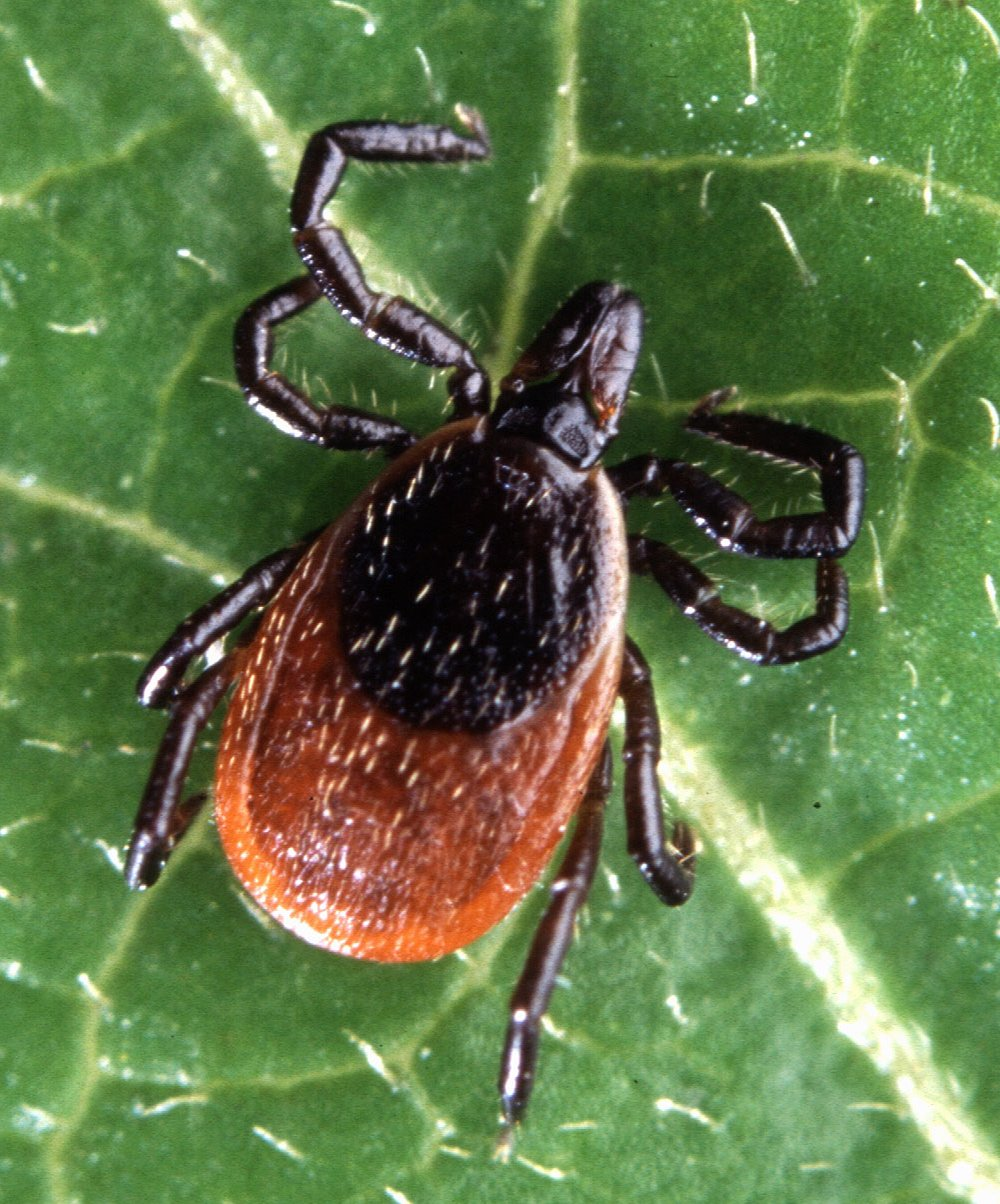
La picadura de una garrapata puede causar una parálisis debida a una neurotoxina producida en su glándula salival. La paciente había sido picada por una garrapata que no podía ser encontrada porque estaba en la vagina.

Por su parte Cuddy recurre a Wilson y comienzan a examinar si la paciente tiene leucemia. House se burla por la incongruencia de la hipótesis con los síntomas. House irrumpe y presiona a Melinda, que apenas puede respirar, para que cuente qué trajo su novio cuando entró a la habitación a escondidas. En esa situación y frente a sus padres, la joven dice que su novio usó la clindamicina que ella usaba. Entonces la penicilina no tiene nada que ver. Eso quiere decir que todo está conectado. Instantáneamente House recuerda la hipótesis propuesta por Cameron y empieza a buscar una garrapata en el cuerpo de la paciente, que debió haber llevado su novio luego de atravesar el jardín. Cuddy cree que está loco y logra sacarlo, en el instante que Melinda sufre un ataque cardíaco. Mientras lo sacan House dice que la joven estará muerta en una hora. Cuddy y Wilson comienzan a discutir si es adecuado o no administrarle inamrinona, como propone Wilson, para lo que hay que trasladar a la paciente a terapia intensiva.  
House aprovecha y se mete en el ascensor en el que la trasladan, bloqueando la puerta. Pero ahora es Foreman quien le impide que la revise, gritando que hay que atender sin demora el paro cardíaco. House le responde, gritando también, con un argumento lógico:

Si tratamos los síntomas, muere; si encontramos la causa, vive.

Foreman acepta y le inyecta la última dosis de atropina para mantener latiendo el corazón. House tiene tres minutos como máximo. Pero el tiempo pasa, la garrapata no aparece y la chica se muere. Foreman destraba el ascensor. Ya sin tiempo House piensa en que Melinda estaba manteniendo relaciones sexuales y examina donde nunca habían examinado: la garrapata estaba en su vagina. Al día siguiente la joven estará completamente repuesta. Wilson, por su parte, inventó lo de la inamrinona, para darle a House una nueva oportunidad.

### Relaciones entre los personajes
Dos capítulos atrás Wilson se separó de su tercera esposa y se fue a vivir al apartamento de House. A esta altura ambos comienzan a tener algunas diferencias de convivencia. House cuelga el estetoscopio en la puerta, señal de que está teniendo relaciones sexuales y hace esperar a Wilson toda una tarde en la puerta del departamento; sin embargo estaba solo, lo que enfurece a Wilson. House le dice a Wilson que con sus bromas pesadas sólo busca divertirse, porque la vida es un asco y que Wilson sigue viviendo en su departamento -un sitio temporario-, porque aún no ha asumido que su matrimonio está terminado. En el cierre es Wilson el que le hace una broma pesada a House, serruchándole el bastón y causando que este caiga estrepitosamente.
En el caso principal deben realizar un análisis con una rata. Cameron le recuerda a House que tiene una rata y él le responde escandalizado: "¡No vamos a matar a Steve!". Efectivamente House tiene en su casa una rata mascota llamada Steve McQueen (ver "Cacería").
Foreman se va diferenciando en el equipo de House como aquel que es capaz de enfrentarlo y asumir una dirección alternativa.
Cameron, quien mantuvo una relación sexual ocasional con Chase unos dos meses atrás, le hace a éste un comentario sarcástico acerca de dicha relación, en un momento en el que un joven se demoraba en entregar una muestra de semen: "¡Qué lástima que no eres tú el que tiene que dar la muestra: ya hubiéramos terminado!".

## Diagnóstico
Parálisis por picadura de garrapata en la vagina.

## Música
Durante el capítulo se interpreta "Pain in my heart" ("Dolor en mi corazón") en versión de Otis Redding. Durante el tema se observa la biopsia en el corazón que le realizan a Melinda luego de su ataque cardíaco y a Wilson esperando en la puerta de la casa de House porque éste le ha hecho la broma pesada de colgar el estetoscopio en la puerta en señal de que está teniendo relaciones sexuales con una mujer.